# 봉신 365위 목록
이 문서는 봉신연의에서 봉신된 365위(그러나 실제로는 366명으로, 마지막에 임명된 2명이 하나로 처리되었기 때문임)에 관한 목록이다.

## 토지공(土地公)
- 보우365위청복정신(保佑三百六十五位清福正神) 백감(柏鑑)

## 삼산신(三山神)
- 관령삼산정신병령공(管領三山正神丙靈公) 황천화(黃天化)

## 오악야(五岳爺)=오악정신(五岳正神)
- 동악태산천제인성대제(東嶽泰山天齊仁聖大帝) 황비호(黃飛虎)
- 서악화산금천순성대제(西嶽華山金天順聖大帝) 장웅(蔣雄)
- 중악숭산중천숭성대제(中嶽嵩山中天崇聖大帝) 문빙(聞聘)
- 남악형산사천소성대제(南嶽衡山司天昭聖大帝) 숭흑호(崇黑虎)
- 북악항산안천현성대제(北嶽恒山安天玄聖大帝) 최영(崔英)

## 뇌부신(雷部神)

### 통령(統領)
- 구천응원뇌신보화천존(九天應元雷神普化天尊) 문중(聞仲)

### 24위천군정신(二十四位天君正神)
- 등천군(鄧天君) 충(忠)
- 신천군(辛天君) 환(環)
- 장천군(張天君) 절(節)
- 방천군(龐天君) 홍(弘)
- 유천군(劉天君) 보(甫)
- 구천군(苟天君) 장(章)
- 필천군(畢天君) 환(環)
- 진천군(秦天君) 완(完)
- 조천군(趙天君) 강(江)
- 동천군(董天君) 전(全)
- 원천군(袁天君) 각(角)
- 백천군(柏天君) 예(禮)
- 왕천군(王天君) 혁(奕)
- 요천군(姚天君) 빈(斌)
- 장천군(張天君) 소(紹)
- 손천군(孫天君) 양(良)
- 도천군(陶天君) 영(榮)
- 길천군(吉天君) 입(立)
- 여천군(余天君) 경(慶)
- 이천군(李天君) 덕(德)
- 금천군(金天君) 소(素)
- 황천군(黃天君) 경(庚)
- 조풍신(助風神) 함지선(菡芝仙)
- 섬전신(閃電神) 금광성모(金光聖母)

## 화부신(火部神)

### 통령(統領)
- 남방삼기화덕성군정신(南方三氣火德星君正神) 나선(羅宣)

### 5위정신(五位正神)
- 접화천군(接火天君) 유환(劉環)
- 미화호(尾火虎) 주소(朱晤)
- 실화저(室火豬) 고진(高震)
- 취화후(觜火猴) 방귀(方貴)
- 익화사(翼火蛇) 왕교(王蛟)

## 온부신(瘟部神)

### 통령(統領)
- 주장온황호천대제(主掌瘟皇昊天大帝) 여악(呂岳)

### 6위정신(六位正神)
- 동방행온사자(東方行瘟使者) 주신(周信)
- 서방행온사자(西方行瘟使者) 주천린(朱天麟)
- 남방행온사자(南方行瘟使者) 이기(李奇)
- 북방행온사자(北方行瘟使者) 양문휘(楊文輝)
- 화온도사(和瘟道士) 이평(李平)
- 권선대사(勸善大師) 진경(陳庚)

## 성부신(星部神)

### 통령(統領)
- 북극자기감궁두모정신(北極紫氣坎宮斗母正神) 금령성모(金靈聖母)

### 오두정신(五斗正神)

#### 중천북극자미대제(中天北極紫微大帝)
- 희백읍고(姬伯邑考)- 서백후 희창의 첫째아들이며 무왕의 친형

#### 동두성군(東斗聖君)
- 소호(蘇護)
- 희숙명(姬叔明)
- 금규(金奎)
- 조병(趙丙)

#### 서두성군(西斗聖君)
- 황천록(黃天祿)
- 용환(龍環)
- 손자우(孫子羽)
- 호운붕(胡雲鵬)
- 호승(胡昇)

#### 중두성군(中斗聖君)
- 노인걸(魯仁傑)
- 조뢰(晁雷)
- 희숙승(姬叔昇)

#### 남두성군(南斗聖君)
- 주기(周紀)
- 호뢰(胡雷)
- 고귀(高貴)
- 여성(余成)
- 손보(孫寶)
- 뇌곤(雷鵾)

#### 북두성군(北斗聖君)
- 천강(天罡) 황천상(黃天祥)
- 문곡(文曲) 비간(比干)
- 무곡(武曲) 두영(竇榮)
- 좌보(左輔) 한승(韓昇)
- 우필(右弼) 한변(韓變)
- 파군(破軍) 소전충(蘇全忠)
- 탐랑(貪狼) 악순(鄂順)
- 거문(巨門) 곽신(郭宸)
- 초요(招搖) 동충(董忠)

### 군성정신(群星正神)
- 태양성(太陽星) 서개(徐蓋)
- 태음성(太陰星) 황후(皇后) 강씨(姜氏)
- 청룡성(靑龍星) 등구공(鄧九公)
- 백호성(白虎星) 은성수(殷成秀)
- 주작성(朱雀星) 마방(馬方)
- 현무성(玄武星) 서곤(徐坤)
- 승사성(滕蛇星) 장산(張山)
- 구진성(勾陳星) 뇌붕(雷鵬)
- 옥당성(玉堂星) 상용(商容)
- 천귀성(天貴星) 희숙건(姬叔乾)
- 용덕성(龍德星) 홍금(洪錦)
- 홍란성(紅鸞星) 용길공주(龍吉公主)
- 천희성(天喜星) 주왕(紂王)
- 천덕성(天德星) 매백(梅伯)
- 월덕성(月德星) 하초(夏招)
- 천사성(天赦星) 조계(趙啟)
- 모단성(貌端星) 가씨(賈氏 : 무성왕 황비호 부인)
- 금부성(金府星) 소진(蕭臻)
- 목부성(木府星) 등화(鄧華)
- 수부성(水府星) 여원(余元)
- 화부성(火府星) 화령성모(火靈聖母)
- 토부성(土府星) 토행손(土行孫)
- 육합성(六合星) 등선옥(鄧嬋玉)
- 박사성(博士星) 두원선(杜元銑)
- 역사성(力士星) 오문화(鄔文化)
- 진서성(奏書星) 요격(膠鬲)
- 하괴성(河魁星) 황비표(黃飛彪)
- 월괴성(月魁星) 철지부인(徹地夫人)
- 제차성(帝車星) 강환초(姜桓楚)
- 천마성(天馬星) 악숭우(鄂崇禹)
- 천사성(天嗣星) 황비표(黃飛豹)
- 제로성(帝輅星) 정책(丁策)
- 황은성(皇恩星) 이금(李錦)
- 천의성(天醫星) 전보(錢保)
- 지후성(地后星) 귀비(貴妃) 황씨(黃氏)
- 택룡성(宅龍星) 희숙덕(姬叔德)
- 복룡성(伏龍星) 황명(黃明)
- 역마성(驛馬星) 뇌개(雷開)
- 황번성(黃旛星) 위분(魏賁)
- 표미성(豹尾星) 오겸(吳謙)
- 상문성(喪門星) 장계방(張桂芳)
- 조객성(弔客星) 풍림(風林)
- 구교성(勾絞星) 비중(費仲)
- 권설성(卷舌星) 우혼(尤渾)
- 나후성(羅睺星) 팽준(彭遵)
- 계도성(計都星) 왕표(王豹)
- 비렴성(飛廉星) 희숙곤(姬叔坤)
- 대모성(大耗星) 숭후호(崇侯虎)
- 소모성(小耗星) 은파패(殷破敗)
- 관색성(貫索星) 구인(丘引)
- 난간성(欄桿星) 용안길(龍安吉)
- 피두성(披頭星) 태란(太鸞)
- 오귀성(五鬼星) 등수(鄧秀)
- 양인성(羊刃星) 조승(趙升)
- 혈광성(血光星) 손염홍(孫焰紅)
- 관부성(官符星) 방의진(方義真)
- 고진성(孤辰星) 여화(余化)
- 천구성(天狗星) 계강(季康)
- 병부성(病符星) 왕좌(王佐)
- 찬골성(鑽骨星) 장봉(張鳳)
- 사부성(死符星) 변금룡(卞金龍)
- 천패성(天敗星) 백현충(柏顯忠)
- 부침성(浮沉星) 정춘(鄭樁)
- 천살성(天殺星) 변길(卞吉)
- 세살성(歲殺星) 진경(陳庚)
- 세형성(歲刑星) 서방(徐芳)
- 세파성(歲破星) 조전(晁田)
- 촉화성(燭火星) 희숙의(姬叔義)
- 혈광성(血光星) 마충(馬忠)
- 망신성(亡神星) 구양순(歐諱淳)
- 월파성(月破星) 왕호(王虎)
- 월유성(月遊星) 석기낭랑(石磯娘娘)
- 사기성(死氣星) 진계정(陳季貞)
- 함지성(咸池星) 서충(徐忠)
- 월압성(月厭星) 요충(姚忠)
- 월형성(月刑星) 진오(陳梧)
- 흑살성(黑殺星) 고계능(高繼能)
- 칠살성(七殺星) 장규(張奎)
- 오곡성(五谷星) 은홍(殷洪)-은나라 주왕의 차남.
- 제살성(除殺星) 여충(余忠)
- 천형성(天刑星) 구양천록(歐陽天祿)
- 천라성(天羅星) 진동(陳桐)
- 지망성(地網星) 희숙길(姬叔吉)
- 천공성(天空星) 매무(梅武)
- 화개성(華蓋星) 오병(敖丙)
- 십악성(十惡星) 주신(周信)
- 잠축성(蠶畜星) 황원제(黃元濟)
- 도화성(桃花星) 고란영(高蘭英)
- 소추성(掃帚星) 마씨(馬氏 : 태공망 부인)
- 대화성(大禍星) 이량(李良)
- 낭적성(狼籍星) 한영(韓榮)
- 피마성(披麻星) 임선(林善)
- 구추성(九醜星) 용수호(龍鬚虎)
- 삼시성(三屍星)-살견(撒堅), 살강(撒強), 살용(撒勇)
- 음착성(陰錯星) 금성(金成)
- 양차성(陽差星) 마성룡(馬成龍)
- 인살성(忍殺星) 공손탁(公孫鐸)
- 사폐성(四廢星) 원홍(袁洪)
- 오궁성(五窮星) 손합(孫合)
- 지공성(地空星) 매덕(梅德)
- 홍염성(紅艷星) 귀비(貴妃) 양씨(楊氏)
- 유하성(流霞星) 무영(武榮)
- 과숙성(寡宿星) 주승(朱昇)
- 천온성(天瘟星) 김대승(金大升)
- 황무성(荒蕪星) 대례(戴禮)
- 태신성(胎神星) 희숙례(姬叔禮)
- 복단성(伏斷星) 주자진(朱子真)
- 반음성(反吟星) 양현(楊顯)
- 복음성(伏吟星) 요서량(姚庶良)
- 도침성(刀砧星) 상호(常昊)
- 멸몰성(滅沒星) 방경원(房景元)
- 세염성(歲厭星) 팽조수(彭祖壽)
- 파쇄성(破碎星) 오룡(吳龍)

### 28수정신(二十八宿正神)
이중 8명은 수(水), 화(火) 양부(兩部)로 이동
- 각목교(角木蛟) 백림(柏林)
- 두목치(斗木豸) 양신(楊信)
- 규목랑(奎木狼) 이웅(李雄)
- 정목한(井木犴) 심경(沈庚)
- 오금우(牛金牛) 이홍(李泓)
- 귀금양(鬼金羊) 조백고(趙白高)
- 누금구(婁金狗) 장웅(張雄)
- 항금룡(亢金龍) 이도통(李道通)
- 여토복(女土蝠) 정원(鄭元)
- 위토치(胃土雉) 송경(宋庚)
- 유토장(柳土獐) 오곤(吳坤)
- 저토맥(氐土貉) 고병(高丙)
- 성일마(星日馬) 여능(呂能)
- 앙일계(昂日雞) 황창(黃倉)
- 허일서(虛日鼠) 주보(周寶)
- 방일토(房日兔) 요공백(姚公伯)
- 필월오(畢月烏) 김승양(金繩陽)
- 위월연(危月燕) 후태을(侯太乙)
- 심월호(心月狐) 소원(蘇元)
- 장월록(張月鹿) 설정(薛定)

### 수두부천강36위정신(隨斗部天罡三十六位正神)
- 천괴성(天魁星) 고연(高衍)
- 천강성(天罡星) 황진(黃真)
- 천기성(天機星) 노창(蘆昌)
- 천간성(天閒星) 기병(紀丙)
- 천용성(天勇星) 요공효(姚公孝)
- 천웅성(天雄星) 시회(施檜)
- 천맹성(天猛星) 손을(孫乙)
- 천위성(天威星) 이표(李豹)
- 천영성(天英星) 주의(朱義)
- 천귀성(天貴星) 진감(陳坎)
- 천부성(天富星) 여선(黎仙)
- 천만성(天滿星) 방보(方保)
- 천고성(天孤星) 첨수(詹秀)
- 천상성(天傷星) 이홍인(李洪仁)
- 천현성(天玄星) 왕룡무(王龍茂)
- 천건성(天健星) 등옥(鄧玉)
- 천암성(天暗星) 이신(李新)
- 천우성(天祐星) 서정도(徐正道)
- 천공성(天空星) 전통(典通)
- 천속성(天速星) 오욱(吳旭)
- 천이성(天異星) 여자성(呂自成)
- 천살성(天煞星) 임내빙(任來聘)
- 천미성(天微星) 공청(龔清)
- 천구성(天究星) 단백초(單百招)
- 천퇴성(天退星) 고가(高可)
- 천수성(天壽星) 척성(戚成)
- 천검성(天劍星) 왕호(王虎)
- 천평성(天平星) 복동(卜同)
- 천죄성(天罪星) 요공(姚公)
- 천손성(天損星) 당천정(唐天正)
- 천패성(天敗星) 신례(申禮)
- 천뢰성(天牢星) 문걸(聞傑)
- 천혜성(天慧星) 장지웅(張智雄)
- 천폭성(天暴星) 필덕(畢德)
- 천곡성(天哭星) 유달(劉達)
- 천교성(天巧星) 정삼익(程三益)

### 수두부지살72위정신(隨斗部地煞七十二位正神)
- 지괴성(地魁星) 진계진(陳繼真)
- 지살성(地煞星) 황경원(黃景元)
- 지용성(地勇星) 가성(賈成)
- 지걸성(地傑星) 호백안(呼百顏)
- 지웅성(地雄星) 노수덕(魯修德)
- 지위성(地威星) 수성(須成)
- 지영성(地英星) 손상(孫祥)
- 지기성(地奇星) 왕평(王平)
- 지맹성(地猛星) 백유환(柏有患)
- 지문성(地文星) 혁고(革高)
- 지정성(地正星) 고격(考鬲)
- 지벽성(地闢星) 이수(李燧)
- 지합성(地闔星) 유형(劉衡)
- 지강성(地強星) 하상(夏祥)
- 지암성(地暗星) 여혜(餘惠)
- 지보성(地輔星) 포룡(鮑龍)
- 지회성(地會星) 노지(魯芝)
- 지좌성(地佐星) 황병경(黃丙慶)
- 지우성(地祐星) 장기(張奇)
- 지령성(地靈星) 곽사(郭巳)
- 지수성(地獸星) 김남도(金南道)
- 지미성(地微星) 진원(陳元)
- 지혜성(地慧星) 차곤(車坤)
- 지폭성(地暴星) 상성도(桑成道)
- 지묵성(地默星) 주경(周庚)
- 지창성(地猖星) 제공(齊公)
- 지광성(地狂星) 곽지원(霍之元)
- 지비성(地飛星) 엽중(葉中)
- 지주성(地走星) 고종(顧宗)
- 지교성(地巧星) 이창(李昌)
- 지명성(地明星) 방길(方吉)
- 지진성(地進星) 서길(徐吉)
- 지퇴성(地退星) 번환(樊煥)
- 지만성(地滿星) 탁공(卓公)
- 지수성(地遂星) 공성(孔成)
- 지주성(地周星) 요금수(姚金秀)
- 지은성(地隱星) 영삼익(甯三益)
- 지이성(地異星) 여지(餘知)
- 지리성(地理星) 동정(童貞)
- 지준성(地俊星) 원정상(袁鼎相)
- 지락성(地樂星) 왕상(汪祥)
- 지첩성(地捷星) 경안(耿顏)
- 지속성(地速星) 형삼란(邢三鸞)
- 지진성(地鎮星) 강충(薑忠)
- 지기성(地羈星) 공천조(孔天兆)
- 지마성(地魔星) 이약(李躍)
- 지요성(地妖星) 공천(龔倩)
- 지유성(地幽星) 단청(段清)
- 지복성(地伏星) 문도정(門道正)
- 지벽성(地僻星) 조림(祖林)
- 지공성(地空星) 소전(蕭電)
- 지고성(地孤星) 오사옥(吳四玉)
- 지전성(地全星) 광옥(匡玉)
- 지단성(地短星) 채공(蔡公)
- 지각성(地角星) 남호(藍虎)
- 지수성(地囚星) 송록(宋祿)
- 지장성(地藏星) 관빈(關斌)
- 지평성(地平星) 용성(龍成)
- 지손성(地損星) 황오(黃烏)
- 지노성(地奴星) 공도령(孔道靈)
- 지찰성(地察星) 장환(張煥)
- 지악성(地惡星) 이신(李信)
- 지혼성(地魂星) 서산(徐山)
- 지수성(地數星) 갈방(葛方)
- 지음성(地陰星) 초룡(焦龍)
- 지형성(地刑星) 진상(秦祥)
- 지장성(地壯星) 무연공(武衍公)
- 지열성(地劣星) 범빈(範斌)
- 지건성(地健星) 엽경창(葉景昌)
- 지모성(地耗星) 요엽(姚燁)
- 지적성(地賊星) 손길(孫吉)
- 지구성(地狗星) 진몽경(陳夢庚)

### 수두부구요성정신(隨斗部九曜星正神)
- 숭응표(崇應彪)
- 고계평(高系平)
- 한붕(韓鵬)
- 이제(李濟)
- 왕봉(王封)
- 유금(劉禁)
- 왕저(王儲)
- 팽구원(彭九元)
- 이삼익(李三益)

### 북두5기수덕성군정신(北斗五氣水德星君正神)
- 수덕성(水德星) 노웅(魯雄)
- 기수표(箕水豹) 양진(楊真)
- 벽수투(壁水偸) 방길청(方吉清)
- 참수원(參水猿) 손보(孫寶)
- 진수인(軫水蚓) 호도원(胡道元)

## 태세부신(太歲部神)

### 통령(統領)
- 갑자태세(甲子太歲) 양임(楊任)
- 치년세군(値年歲君) 은교(殷郊)-은나라 주왕의 장남.

### 치일10위정신(值日十位正神)
- 일유신(日游神) 온량(溫良)
- 야유신(夜游神) 교곤(喬坤)
- 증복신(增福神) 한독룡(韓毒龍)
- 손복신(損福神) 설악호(薛惡虎)
- 현도신(顯道神) 방필(方弼)
- 개로신(開路神) 방상(方相)
- 치년신(直年神) 이병(李丙)
- 치월신(直月神) 황승을(黃承乙)
- 치일신(直日神) 주등(周登)
- 치시신(直時神) 유홍(劉洪)

## 진수신(鎭守神)

### 진수영소보전사성대원수(鎮守靈霄寶殿四聖大元帥)
- 왕마(王魔)
- 양삼(楊森)
- 고우건(高友乾)
- 이흥패(李興霸)

## 금룡여의신(金龍如意神)

### 통령(統領)
- 정일룡호현단진군(正一龍虎玄壇真君) 조공명(趙公明)

### 여의4위정신(如意四位正神)
- 초보천존(招寶天尊) 소승(蕭昇)
- 납진천존(納珍天尊) 조보(曹寶)
- 초재사자(招財使者) 진구공(陳九公)
- 이시선관(利市仙官) 요소사(姚少司)

## 조순풍우신(調順風雨神)

### 조순4위정신(調順四位正神)
- 직풍증장천왕(職風增長天王) 마례청(魔禮青)
- 직조광목천왕(職調廣目天王) 마례홍(魔禮紅)
- 직우다문천왕(職雨多文天王) 마례해(魔禮海)
- 직순지국천왕(職順持國天王) 마례수(魔禮壽)

## 산문신(山門神)

### 진수산문호법정신(鎮守山門護法正神)
- 정륜(鄭倫)
- 진기(陳奇)

## 주두신(主痘神)

### 통령(統領)
- 주두벽하원군(主痘碧霞元君) 여화룡(余化龍)
- 위방성모원군(衛房聖母元君) 김씨(金氏 : 여화룡 부인)

### 5위주두정신(五位主痘正神)
- 동방주두정신(東方主痘正神) 여달(余達)
- 서방주두정신(西方主痘正神) 여조(余兆)
- 중앙주두정신(中央主痘正神) 여덕(余德)
- 남방주두정신(南方主痘正神) 여광(余光)
- 북방주두정신(北方主痘正神) 여선(余先)

## 혼원금두신(混元金斗神)

### 3위감응수세선고정신(三位感應隨世仙姑正神)
- 운소낭랑(雲霄娘娘)
- 경소낭랑(瓊霄娘娘)
- 벽소낭랑(碧霄娘娘)

## 빙쇄와해신(氷鎖瓦解神)
- 비렴(飛廉)
- 악래(惡來)